# Восточная Англия (королевство)
Восто́чная А́нглия (др.-англ. Eastengla rice, лат. Regnum Orientalium Anglorum) — небольшое независимое королевство, основанное англами в VI веке. Его территория включала в себя современные графства Норфолк, Суффолк и, возможно, восточную часть Фенских болот. В VII и VIII веках королевством правили Вуффинги, но в 794 году оно отошло к Мерсии, а в 869 году оно было завоёвано данами и стало частью Денло. Позже было захвачено Эдуардом Старшим и в 918 году включено в состав Королевства Уэссекс.

## История
Королевство Восточная Англия было основано в первой или второй четверти VI века. Его первым правителем указывается Вехха, за которым последовал Вуффа.
До 749 года королями Восточной Англии были Вуффинги, названные в честь полуисторического Вуффа. В начале VII века при Редвальде это было могущественное англосаксонское королевство. Редвальд, первый король Восточной Англии, принявший христианское крещение, по мнению многих ученых, был человеком, похороненным в корабельном захоронении в Саттон-Ху, недалеко от Вудбриджа. В течение десятилетий, последовавших за его смертью примерно в 624 году, в Восточной Англии все больше доминировало королевство Мерсия. Несколько преемников Редвальда были убиты в битве, например Сигеберт, под властью которого и под руководством его епископа Феликса Бургундского прочно утвердилось христианство.
Со смерти Этельберта II в 794 году и до 825 года Восточная Англия не была независимым королевством, если не считать короткое правление Эдвальда в 796 году. Оно просуществовало до 869 года, когда викинги разгромили в битве жителей Восточной Англии и их король Эдмунд Мученик был убит. После 879 года викинги навсегда поселились в Восточной Англии. В 903 году изгнанный Этельвольд Этелинг побудил данов Восточной Англии развязать войну против своего двоюродного брата Эдуардо Старшего. К 917 году, после череды поражений данов, Восточная Англия покорилась Эдуарду и была включена в состав Королевства Англии.

### Заселение
Восточная Англия была заселена англосаксами раньше, чем многие другие регионы, возможно, в начале V века. Королевство возникло в результате политической консолидации англов на территории, ранее принадлежавшей Иценам. Регион, который должен был стать Восточной Англией, по-видимому, был в некоторой степени обезлюден примерно в IV веке. Кен Дарк пишет, что "по крайней мере, в этой области и, возможно, в большей части восточной Британии, большие участки земли, по-видимому, были заброшены в конце IV века, включая "маленькие города" и деревни. Похоже, что это не локальное изменение местоположения, размера или характера поселения, а подлинное дезертирство".
Согласно Беде, восточные англы (и средние англы, мерсийцы и нортумбрийцы) произошли от уроженцев Ангельна (ныне в Германии). Первое упоминание о Восточных англах относится примерно к 704-713 годам в Житии святого Григория в Уитби. Хотя археологические и лингвистические данные свидетельствуют о том, что произошла крупномасштабная миграция и заселение региона носителями континентального германского языка, было поставлено под сомнение, все ли мигранты идентифицировали себя как англы.
Восточные англы образовали одно из семи королевств, известных как Гептархия. Некоторые современные историки сомневаются в том, что семерка когда-либо существовала в один момент времени, и утверждают, что политическая ситуация была гораздо более сложной.

### Языческое правление

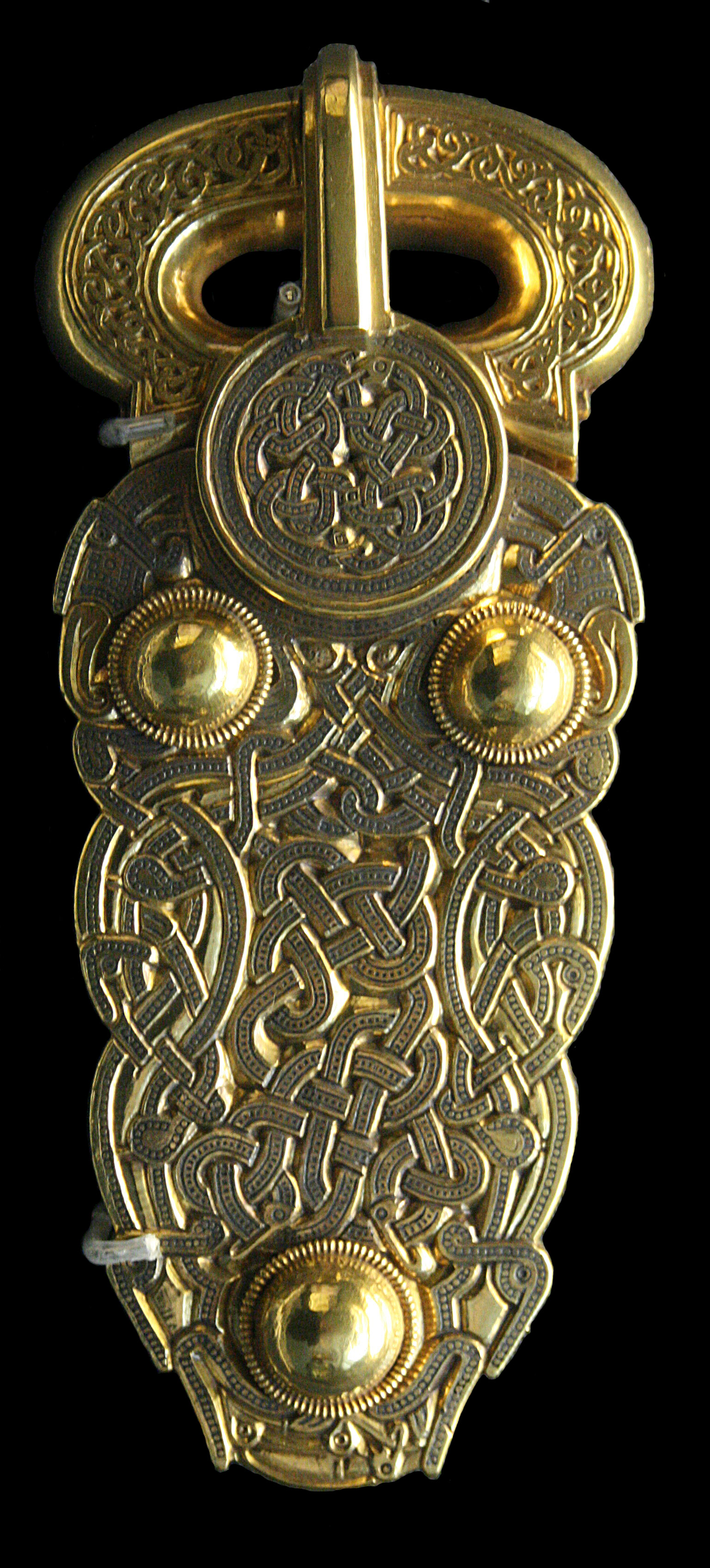
Золотая пряжка для ремня с корабля Саттон-Ху (захоронение)

Первоначально восточными англами правила языческая династия Вуффингов, по-видимому, названная в честь раннего короля Вуффы, хотя его имя может быть производным от названия династии, что означает "потомки волка". Незаменимым источником по ранней истории королевства и его правителей является "Церковная история" Беды, но он мало что рассказал о хронологии королей Восточной Англии или продолжительности их правления. Ничего не известно о самых ранних королях или о том, как было организовано королевство, хотя возможным центром королевской власти является сосредоточение захоронений кораблей в Снейпе и Саттон-Ху в восточном Суффолке. "Северный народ" и "Южный народ", возможно, существовали до прибытия первых королей Восточной Англии.
Согласно Церковной истории, самым могущественным из королей Вуффинга был Редвальд, "сын Тутила, отцом которого был Вуффа". В течение короткого периода в начале VII века, пока правил Редвальд, Восточная Англия была одним из самых могущественных королевств англосаксонской Англии: Беда описал его как повелителя королевств к югу от Хамбера. В 616 году он был достаточно силен, чтобы победить и убить нортумбрийского короля Этельфрита в битве на реке Идл и возвести на престол Эдвина Святого. Вероятно, он был тем человеком, которого удостоили роскошного погребения на корабле в Саттон-Ху. Блэр предположил, на основании параллелей между некоторыми предметами, найденными под курганом 1 в Саттон-Ху, и теми, что были обнаружены в Венделе в Швеции, что Вуффинги, возможно, были потомками восточной шведской королевской семьи. Однако предметы, которые ранее считались привезенными из Швеции, теперь считаются изготовленными в Англии, и менее вероятно, что Вуффинги были шведского происхождения.

### Христианизация

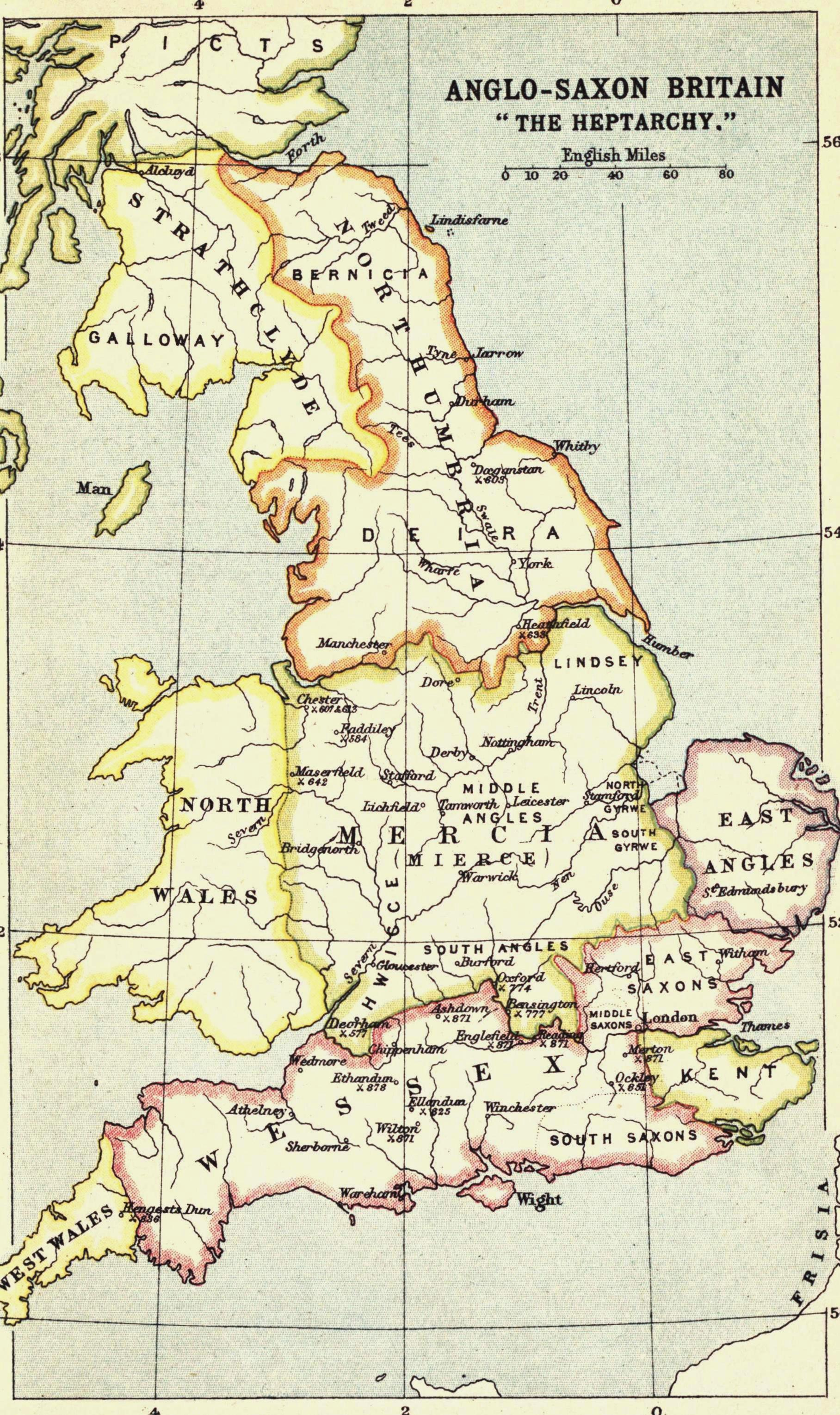
Гептархия, согласно "Литературно-историческому атласу Европы" Бартоломью (1914)

Англосаксонское христианство утвердилось в VII веке. О степени вытеснения язычества свидетельствует отсутствие какого-либо поселения в Восточной Англии, названного в честь старых богов.
В 604 году Редвальд стал первым королем Восточной Англии, принявшим крещение. Он сохранил христианский алтарь, но в то же время продолжал поклоняться языческим богам. С 616 года, когда языческие монархи ненадолго вернулись в Кент и Эссекс, и до смерти Редвальда Восточная Англия была единственным англосаксонским королевством с правящим крещеным королем. После его смерти примерно в 624 году трон унаследовал его сын Эорпвальд, который вскоре был обращен из язычества под влиянием Эдвина, но его новая религия, очевидно, встретила сопротивление в Восточной Англии, и Эорпвальд встретил свою смерть от рук язычника Рикберта. После трех лет отступничества христианство восторжествовало с восшествием на престол брата (или сводного брата) Эорпвальда Сигеберта, который был крещен во время своего изгнания во Франкии.

### Мерсийская агрессия
Возвышение Восточной Англии при Редвальде закончилось из-за растущего могущества Пенды Мерсийского и его преемников. С середины VII по начало IX веков могущество Мерсии росло, пока обширный регион от Темзы до Хамбера, включая Восточную Англию и юго-восток, не попал под гегемонию Мерсии. В начале 640-х годов Пенда победил и убил Экгрика, и Сигеберхта, которого позже почитали как святого. Преемница Экгрика Анна и сын её Юрмин были убиты в 654 году в битве при Булкампе, близ Блайтбурга. Освободившись от Анны, Пенда подчинил Восточную Англию мерсийцам. В 655 году Этельхер присоединился к Пенде в кампании против Освиу, которая закончилась крупным поражением Мерсии в битве при Винведе, где Пенда и его союзник Этельхер были убиты.
Последним королем из династии Вуффингов был Эльфвальд, который умер в 749 году. В конце VII и в VIII веках Восточная Англия продолжала находиться в тени мерсийской гегемонии, пока в 794 году Оффа Мерсийский не казнил короля Восточной Англии Этельберта, а затем не взял управление королевством под свой контроль. Краткое возрождение независимости Восточной Англии при Эдвальде, после смерти Оффы в 796 году, было подавлено новым мерсийским королем Кенвульфом.
Независимость Восточной Англии была восстановлена восстанием против Мерсии во главе с Этельстаном в 825 году. Попытка Беорнвульфа восстановить контроль над Мерсией привела к его поражению и смерти, а его преемник Лудека встретил тот же конец в 827 году. Восточные англы обратились к Эгберту Уэссекскому за защитой от мерсийцев, и Этельстан затем признал Эгберта своим сюзереном. В то время как Уэссекс взял под свой контроль юго-восточные королевства, поглощенные Мерсией в VIII веке, Восточная Англия могла сохранить свою независимость.

### Нападения викингов и возможное заселение

Англия в 878 году, когда Восточной Англией правил Гутрум

В 865 году в Восточную Англию вторглась данская Великая языческая армия, которая заняла зимние квартиры и добыла лошадей, прежде чем отправиться в Нортумбрию. Даны вернулись в 869 году, чтобы перезимовать в Тетфорде, прежде чем подверглись нападению войск Эдмунда, который был разбит и убит при Хегелисдуне (по-разному идентифицируется как Брэдфилд Сент-Клэр в 983 году, недалеко от места его последнего упокоения в Бери-Сент-Эдмундс, Хеллесдон в Норфолке (документально подтверждено как Хегелисдун ок. 985) или Хоксне в Суффолке, а теперь с Мэлдоном в Эссексе). С тех пор Восточная Англия фактически перестала быть независимым королевством. Разгромив восточных англов, даны установили марионеточных королей, которые управляли от их имени, в то время как они возобновили свои кампании против Мерсии и Уэссекса. В 878 году последняя активная часть Великой языческой армии была разбита Альфредом Великим и ушла из Уэссекса после заключения мира. В 880 году викинги вернулись в Восточную Англию под командованием Гутрума, который, по словам средневекового историка Полины Стаффорд, "быстро приспособился к территориальной власти и ее атрибутам, включая чеканку монет".
Наряду с традиционной территорией Восточной Англии, Кембриджшира и частями Бедфордшира и Хартфордшира, королевство Гутрума, вероятно, включало Эссекс, единственную часть Уэссекса, перешедшую под контроль данов. Где-то в 880-х годах между Альфредом и Гутрумом был заключен мирный договор.

### Включение в состав Английского Королевства
В начале X века даны Восточной Англии подверглись растущему давлению со стороны Эдуарда Старшего, короля Уэссекса. В 902 году двоюродный брат Эдуарда Этельвольд Этелинг, отправленный в изгнание после неудачной попытки занять трон, прибыл в Эссекс после пребывания в Нортумбрии. По-видимому, он был принят в качестве короля некоторыми или всеми данами в Англии и в 903 году побудил датчан Восточной Англии начать войну с Эдуардом. Это закончилось катастрофой для Этельвольда и Эохрика в битве на болотах.
В 911-919 годах Эдуард расширил свой контроль над остальной Англией к югу от Хамбера, основав в Эссексе и Мерсии бурги, часто предназначенные для контроля за использованием реки данами. В 917 году данские позиции в этом районе внезапно рухнули. Быстрая череда поражений привела к потере территорий Нортгемптона и Хантингдона, а также остальной части Эссекса: данский король, вероятно, из Восточной Англии, был убит в Темпсфорде. Несмотря на подкрепление из-за океана, контратаки датчан были подавлены, и после дезертирства многих их английских подданных по мере продвижения армии Эдуарда даны Восточной Англии и Кембриджшира капитулировали.
Восточная Англия была поглощена Королевством Англия. Норфолк и Суффолк стали частью нового графства Восточной Англии в 1017 году, когда Кнуд Великий сделал Торкелла Длинного графом. Восстановленная церковная структура привела к тому, что два бывших епископства Восточной Англии были заменены одним в Северном Элмхэме.

## Восточнодревнеанглийский диалект
Восточные англы говорили на древнеанглийском. Их язык исторически важен, поскольку они были одними из первых германских поселенцев, прибывших в Британию в V веке: по словам Кортманна и Шнайдера, Восточная Англия "может серьезно претендовать на то, чтобы быть первым местом в мире, где говорили по-английски".
Доказательства наличия диалектов в древнеанглийском языке получены в результате изучения текстов, географических названий, личных имен и монет. А.Х. Смит был первым, кто признал существование отдельного восточнодревнеанглийского диалекта в дополнение к признанным диалектам нортумбрии, мерсии, западносаксонского и кентского языков. Он признал, что его предложение о таком диалекте было предварительным, признав, что "лингвистические границы первоначальных диалектов не могли обладать длительной стабильностью". Поскольку не сохранилось ни восточноанглийских рукописей, ни древнеанглийских надписей, ни литературных записей, таких как хартии, существует мало свидетельств в поддержку существования такого диалекта. Согласно исследованию, проведенному Фон Фейлитценом в 1930-х годах, запись многих географических названий в Книге Страшного суда была "в конечном счете основана на свидетельствах местных присяжных", и поэтому разговорная форма англосаксонских мест и людей была частично сохранена таким образом. Свидетельства из Книги Страшного суда и более поздних источников свидетельствуют о том, что когда-то существовала диалектная граница, соответствующая линии, отделяющей от их соседей английские графства Кембриджшир (включая некогда малонаселенные Болота), Норфолк и Саффолк.

## География

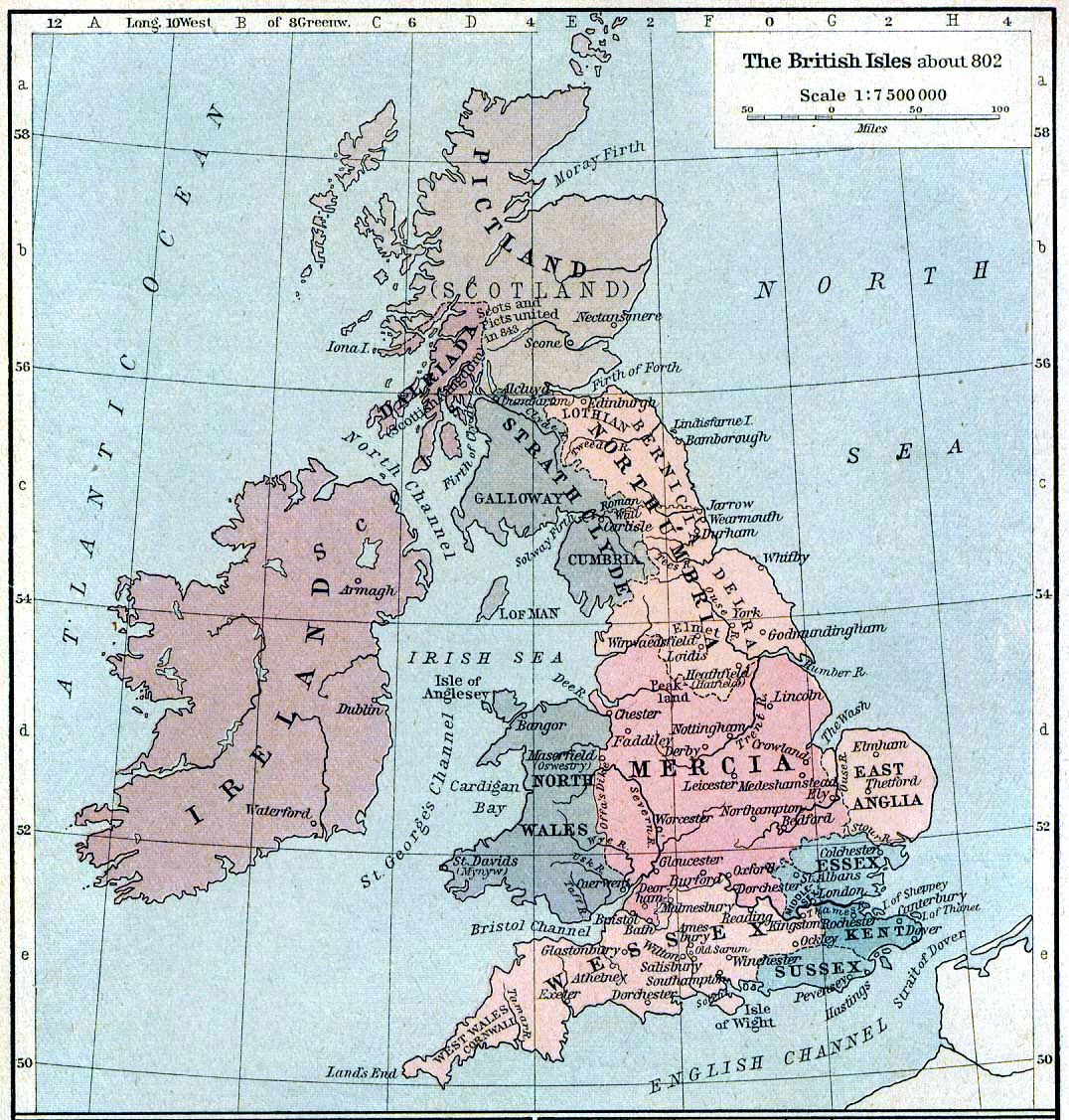
Британия в 802 году

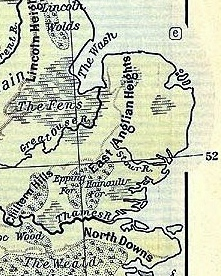
Физическая карта Восточной Англии

Королевство восточных англов граничило с Северным морем на севере и востоке, а река Стаур исторически отделяла его от восточных саксов на юге. По словам историка Ричарда Хоггетта, Северное море обеспечивало "процветающую морскую связь со Скандинавией и северными районами Германии". Западная граница королевства простиралась от рек Грейт-Уз, Ларк и Кеннетт дальше на запад, вплоть до Кама на территории современного Кембриджшира. В наибольшей степени королевство включало современные графства Норфолк, Саффолк и части восточного Кембриджшира.
Эрозия на восточной границе и отложения на северном побережье изменили береговую линию Восточной Англии в римские и англосаксонские времена (и продолжают это делать). Море затопило низменные болота. По мере падения уровня моря аллювий откладывался вблизи устьев крупных рек, а "Великое устье" близ замка Бург оказалось закрыто большой косой.